# Stackpointer
En stackpointer er et særligt register på en cpu, der peger på toppen af maskinens stak. Der kan være særlige instruktioner som PUSH og POP med angivelse af bestemte registre. Når en sådan instruktion udføres, flyttes data mellem maskinens register eller registre og stakken, hvorpå stackpointeren justeres. Når en subrutine kaldes, så justeres stackpointeren også, mens returadressen lægges på stakken. Det er langt fra alle maskinarkitekturer, der har en stackpointer. Ellers kan man benytte et andet register til denne funktion. 